# Järfälla IBK
Järfälla IBK (také Järfälla Spiders) je švédský florbalový klub hrající ve Švédské Superlize. S více než 500 registrovanými hráči patří mezi největší švédské kluby. Svá domácí utkání hraje Järfälla IBK v Jakobsberské sportovní hale s kapacitou 1 100 diváků.
Järfälla IBK nikdy nevyhrála nejvyšší švédskou florbalovou ligu. Play-off se klub naposledy zúčastnil v sezóně 2004/05.

## Fakta
- Založení: 1983
- Aréna: Jakobsbergs sporthall
- Barvy dresů: bílá, černá, červená
- Pohár Švédské Superligy: –

## Slavní hráči
- Niclas Olofsson, brankář
- Joakim Lindström, útočník
- Fredrik Djurling, útočník